# Kruissteek

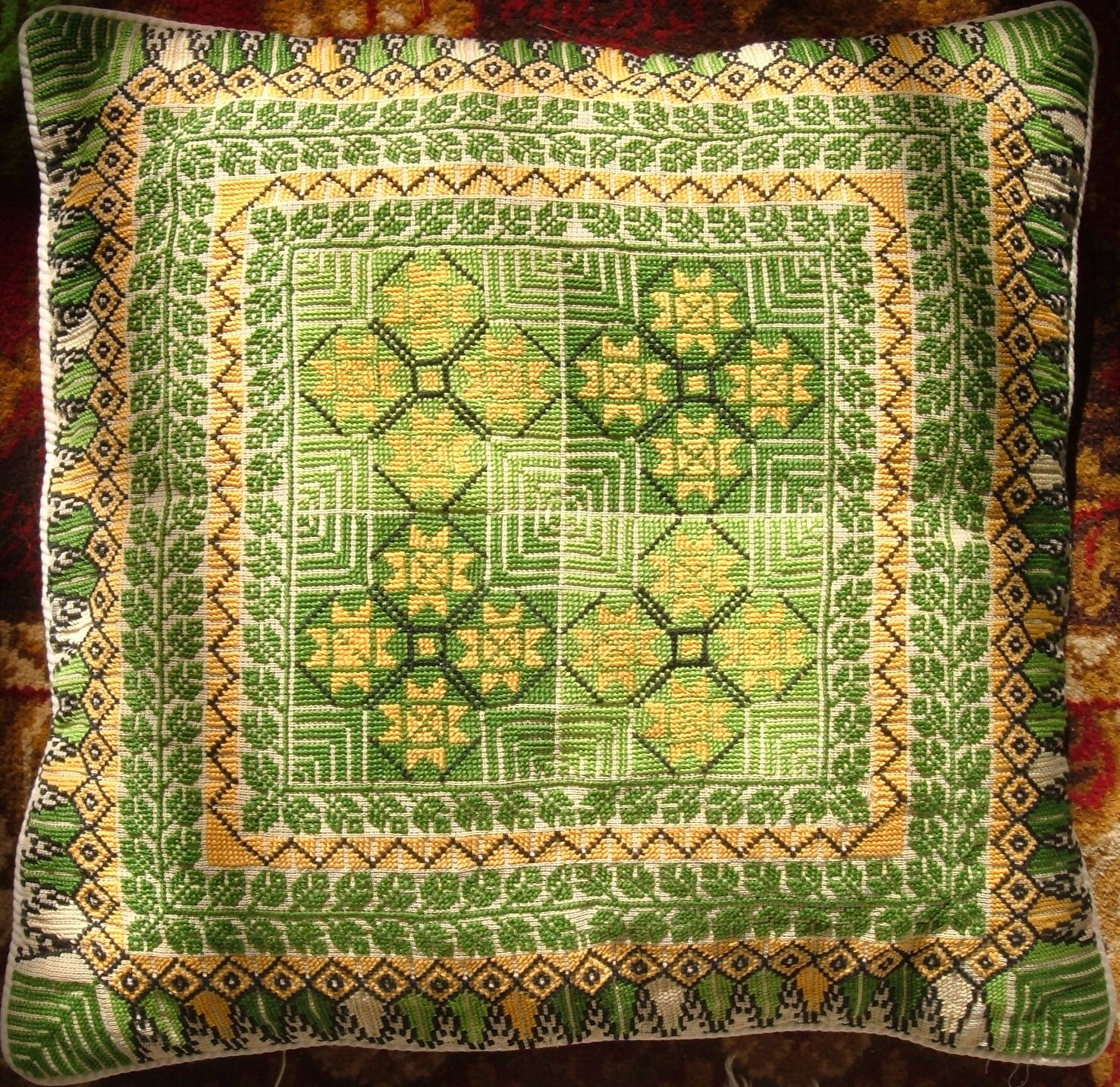
Kussenovertrek in kruissteek

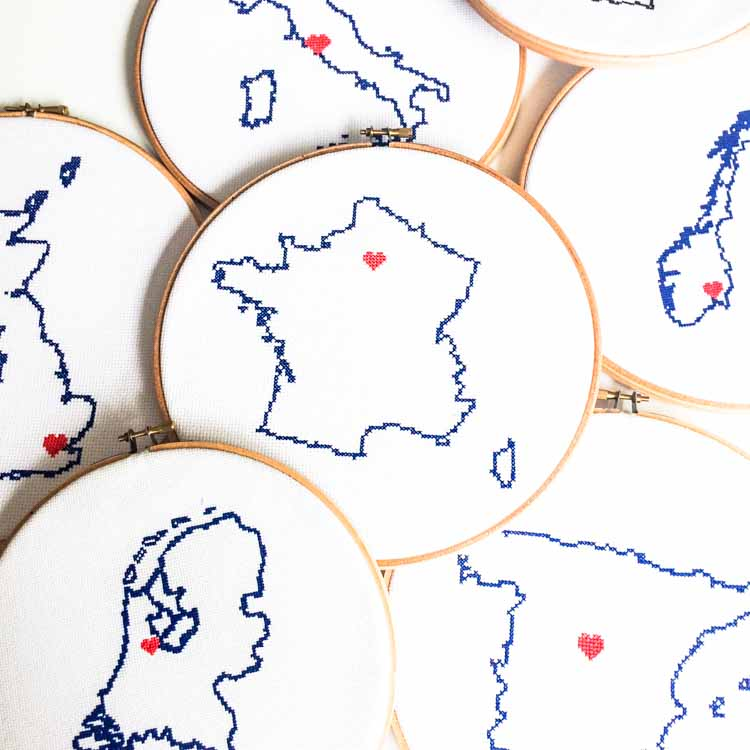
Moderne Toepassing van borduren door Nederlandse ontwerpster Studio Koekoek

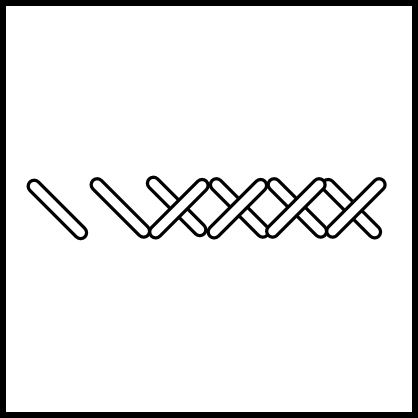
Kruissteken

Een kruissteek is een borduursteek die veel gebruikt wordt om grote vlakken te vullen. De steek kan het gehele stramien bedekken, maar wordt soms als losse steken gemaakt, met ruimte ertussen.
Kruissteken kunnen gemaakt op stramien, een weefsel dat er grof uitziet zodat het eenvoudig af te tellen is waar de kruissteken moeten komen. Soms is het stramien voorgedrukt met een borduurpatroon. Ook kan vanaf een papieren patroon gewerkt worden. Er zijn verschillende borduurstoffen verkrijgbaar.  
Aidastof is een veel gebruikt stramien. Dat bestaat uit 4 of 5 draden schering en 4 of 5 draden inslag (het aantal draden bepaalt de afmeting van de kruisjes), waardoor de gaten waar de naald doorheen gestoken kan worden duidelijk zichtbaar zijn. Ervaren borduursters gebruiken graag linnen "evenweave" borduurstoffen omdat dit een fijner resultaat geeft. Borduren op linnen stof is iets lastiger omdat de draden van het weefsel  ten opzichte van elkaar kunnen verschuiven.
Kruissteken worden ook veel in merklappen toegepast. Daarbij blijft meestal wel het onderliggende stramien zichtbaar.

## Werkwijze
Vaak wordt voor een kruissteek gewerkt met splijtzijde. Dit is een garen dat uit zes losse draden bestaat. Voor het borduren wordt dit in twee of drie delen gesplitst, zodat elke draad uit drie of twee losse draadjes bestaat. Zo ontstaat een mooi volle kruissteek.
Elke individuele kruissteek bestaat uit twee schuine steken die elkaar kruisen. Er kan worden geborduurd in verticale en horizontale rijen, maar ook in diagonale. Het mooiste resultaat wordt bereikt als alle kruissteken in één werkstuk op dezelfde manier worden gemaakt, zodat de bovenste steek altijd dezelfde richting op wijst. Er kan op twee manieren een kruissteek gemaakt worden, met de bovenste steek van linksboven naar rechtsonder, of juist van rechtsboven naar linksonder.
Om het borduurwerk goed vlak te houden, wordt het stramien opgespannen in een borduurring.